# 邘
邘（う）は、西周から春秋時代の小規模な諸侯国。于とも呼ばれる。国君は姫姓。始封の君は周の武王の子の邘叔。現在の河南省焦作市沁陽市の北西15キロメートルの西万鎮邘邰村。晋によって滅ぼされた。